# محمد دويدار
محمد يحيى سليمان دويدار (9 يناير 2001) لاعب ألعاب قوى فلسطيني متخصص في ركض المسافات المتوسطة.

## حياته
وُلد دويدار عام 2001 في مدينة أريحا. درس بكالوريوس التربية الرياضية في جامعة القدس.
اكتسب دويدار تجربته الدولية الأولى عام 2023 عندما سجل زمن 1:56.95 في دورة الألعاب العربية 2023 بالجزائر العاصمة عندما حصل على المركز التاسع في سباق 800 متر.
كما شارك في الألعاب الجامعية الصيفية 2021 [الإنجليزية] التي أقيمت عام 2023 في الصين.
حقق زمن شخصي جديد في سباق 800 م وقدره 1.55.45 ضمن تصفيات بطولة العالم لألعاب القوى المقامة في بودابست بالمجر في أغسطس 2023.
شارك في أولمبياد عام 2024 في باريس ضمن مجموعة ثمانية رياضيين يمثلون فلسطين.

## وصلات خارجية
- نبذة عن محمد دويدار  على موقع الاتحاد الدولي لألعاب القوى